# Hypsugo vordermanni
Hypsugo vordermanni és una espècie de ratpenat de la família dels vespertiliònids. Viu a Brunei, Indonèsia i Malàisia. El seu hàbitat natural són els manglars costaners. Es desconeix si hi ha cap amenaça significativa per a la supervivència d'aquesta espècie, tot i que l'explotació dels manglars podria afectar-la.
El nom específic vordermanni li fou donat en honor del metge i científic neerlandès Adolphe Guillaume Vorderman.